# المدرسة التاريخية للاقتصاد
المدرسة التاريخية للاقتصاد هي مدرسة ذو فكر تاريخي واقتصادي، بدأت في القرن التاسع عشر، تشكلت بواسطة مجموعة من الألمانيين الذين برهنوا أن دراسة التاريخ هي عامل أساسي ؛لتعرف على السلوك البشري، والقضايا الاقتصادية، حيث أشار إلى أن الاقتصاد يعتمد على الثقافة، ولا يمكن الفصل في المكان أو الزمان. وهكذا رفضت المدرسة الألمانية فكرة أن القوانين، أو النظريات الاقتصادية يمكن أن تؤكد على إنها صالحة عالمياً. وكان للمدرسة تأثير قوي ليس فقط في ألمانيا ؛بل أيضاً في بلدان أخرى مرتبطة بالمدار الاقتصادي مثل أستراليا، المجر، سويسرا، شاملاً أيضاًالولايات المتحدة، والمملكة المتحدة.
وبالنسبة إلى المدرسة فإن الاقتصاد هو علم متخصص في تحليل الواقع، وليست متخصص في استنتاج النظريات، ويتفق مع المنطق. إنهم يروا أن التطور للفكر الاقتصادي ينتج من الدراسات التجريبية(تجريبية، والتاريخية بدلاً من الأعتماد على التطورات الفكرية أو النظرية، فبناءاً على ذلك كانوا يفضلوا دراسات على الواقع الاجتماعي لكل ما يشمله من تعقيد، شاملاً مظاهر تاريخية، ونفسية، وقانونية، وأخلاقية ؛فضلاً عن المظاهر السياسية، والاقتصادية، بدلاً من البحث عن الإبداع والنماذج الرياضية.
تنقسم المدرسة التاريخية إلى ثلاث دراسات أو اتجاهات:
•الاتجاه القديم بقيادة ويليهام روشر، والذي يضم كارل كينس، وبرونو هيلدبراند.
•الاتجاه الشبابي بقيادة جوستاف فون سشمولار، ويضم أتيني لاسبيرس، وكارل بووشير، وأدولفو ويجنر، وجورج كناب، ولوچو برنتانو.
•الاتجاه الأكثر شبابية بقيادة ويرنر سومبارت، والذي يضم ويلهالم لاكسيس، وماكس فيبر.
يعتبر عمل الكاتب الاقتصادي فريدريش لست بمثابة انطلاقة للمدرسة التاريخية .
كان أغلبية أعضاء المدرسة من السياسيين الاجتماعيين -فيما معناه- كانوا يهتموا بالإصلاح الاجتماعي، وتحسين الأوضاع من أجل الإنسان خلال فترة التصنيع السريعة والعميقة. وبناءاً على ذلك عرفوا بالأساتذة الكُرسي الأشتراكيين.
كان المؤرخ الألماني كارل لامبرخت على صلة قريبة من المدرسة.